# Lucia (helgon)
Lucia (latin för ’den lysande’, ’ljusbärerskan’), född cirka 283 i Syrakusa, Sicilien, död 13 december 304 i Syrakusa, var jungfru och sedermera kristen martyr och helgon. Hon vördas inom Romersk-katolska kyrkan, med festdag den 13 december.
Den unga kristna jungfrun Lucia led troligen martyrdöden under kejsar Diocletianus förföljelse. Förutom när och var hon levde och dog går dock legenderna om hennes liv isär, men hon vördades som martyr redan på 500-talet. Traditionen säger att hon blev torterad på flera olika sätt på grund av sin kristna övertygelse och sitt kyskhetslöfte innan hon till slut mötte döden via ett svärd genom halsen. Hon avbildas i den kristna konsten med ett svärd eller en dolk och ett sår i halsen. Hon kan också hålla två ögon på ett fat, vilken åsyftar legenden att hon före sin död fick sina ögon utrivna, alternativt att hon rev ut dem själv. Guds moder gav henne dock ett par nya och ännu vackrare ögon. Som attribut har hon därutöver en palmkvist (martyrsymbol) och en oljelampa eller ett ljus i handen.
Sankta Lucia vördas i Katolska Kyrkan som de blindas skyddshelgon.
Det svenska luciafirandet bär spår av traditioner kring helgonet sankta Lucia, men är också baserat på flera andra, folkliga traditioner.

## Biografi
Lucia föddes i en rik familj i Syrakusa på Sicilien, under romartiden, cirka 283 e.Kr. Hon var dotter till en grekisk mor vid namn Eutychia och en romersk patricier. Hennes far dog emellertid när hon var fem år gammal och hon blev uppfostrad av sin mor.
Enligt traditionen skall hon redan i ung ålder ha avlagt kyskhetslöfte, något som upprörde hennes hedniska trolovade.  Då hennes mor var sjuk i blödarsjuka som ingen lyckades bota övertalade Lucia modern att vallfärda till Catania och helgonet Agatas grav. När de kom fram skall st. Agata ha uppenbarat sig för Lucia och sagt "Varför ber du mig om något du själv kan ge din moder? Din tro har botat henne!" Modern blev frisk, och lovade Lucia att inte gifta bort henne till någon man. Hemgiften skänkte de istället till behövande på Sicilien. Friaren kände sig kränkt och angav då Lucia till de romerska ledarna, som förföljde de kristna. Lucia blev arresterad och torterad men förlorade inte sin tro på Gud. Hon dömdes till att bli glädjeflicka på en bordell, vilket hon vägrade. Hon uppges då ha sagt att då hon inte gav sig frivilligt skulle hennes kyskhet vara dubbelt värd. När de försökte tvinga henne gick hon inte att rubba ens med ett spann oxar. De ska då hällt kokande olja över henne eller försökt bränna henne på bål, utan att lyckas. I sin desperation körde någon ett svärd genom halsen på henne, vilket hon överlevde länge nog tills någon kom för att ge henne den sista smörjelsen.

## Lucias reliker
Lucias reliker förvarades i kyrkan Santa Lucia i Venedig. Kyrkan revs 1861 för att bereda bygget av järnvägsstationen och relikerna flyttades till den närbelägna kyrkan San Geremia där de fortfarande finns att beskåda. Venedigs järnvägsstation bär idag helgonets namn: Venezia Santa Lucia. I Syrakusas katedral på Sicilien kan man beskåda en av hennes underarmar.

### Webbkällor
- ”St. Lucy”. Catholic Encyclopedia. New Advent. http://www.newadvent.org/cathen/09414a.htm. Läst 13 december 2017.
- ”Santa Lucia, vergine e martire”. Santi e Beati. http://www.santiebeati.it/dettaglio/25550. Läst 13 december 2017.